# آلسیا زچینی
آلسیا زچینی (انگلیسی: Alessia Zecchini؛ زادهٔ ۳۰ ژوئن ۱۹۹۲)  یک غواص آزاد با رکوردهای جهانی و ایتالیایی در غواصی آزاد است اهل ایتالیا است.

## زندگی‌نامه
زچینی در ۱۳ سالگی اولین دوره آموزش توقف تنفس فدرال خود را در آی.اس. دی "Apnea Blu Mare" به پایان رساند. در سال ۲۰۰۹ او باشگاه خود را تغییر داد و به باشگاه شیرجه آزاد رم (به انگلیسی: Dive Free Roma) و هنرهای زیبا شنا (به انگلیسی: Nuoto Belle Arti) پیوست.
زچینی از سال ۲۰۱۲ در تیم ملی شیرجه آزاد داخل سالن و خارج از خانه ایتالیا حضور داشته و تاکنون ۱۶ مدال طلا، ۵ نقره و ۲ برنز در مسابقات جهانی و ۳ طلا، ۶ نقره و ۱ برنز در مسابقات قهرمانی اروپا کسب کرده‌است.
زکینی اولین زنی بود که در ۱۸ اکتبر ۲۰۱۹، در طول «اقیانوس طلب نیروانا» در کوراسائو، کارائیب هلند، منحصراً با استفاده از بازوهای خود به عمق ۱۰۰ متر رسید.
کینی سوژه فیلم مستند زندگینامه ای ۲۰۲۳ عمیق‌ترین نفس به کارگردانی لورا مک گان شد.

## حرفه
زچینی از سال ۲۰۰۷ تا ۲۰۱۰ در مسابقات همراه با تیم ملی شرکت کرد، هرچند به دلیل سن کمش نتوانست در دسته برتر شرکت کند.
در سال ۲۰۱۱، او در اولین مسابقات قهرمانی ایتالیا در تورین شرکت کرد و پس از ایلاریا بونین مقام دوم را به خود اختصاص داد. مقام‌هایی که در سال بعد به دست آورد، باعث شد او را به عضویت در تیم ملی دعوت کنند. در سال ۲۰۱۲، او در اولین مسابقات قهرمانی اروپا در کنفدراسیون جهانی فعالیت‌های زیر آبی (CMAS) در آنتالیا، ترکیه، شرکت کرد و به مقام‌های خوبی دست یافت (مقام چهارم در جامپ بلو و ششم در آپنه استاتیک).
در سال ۲۰۱۳، در جریان مسابقات جهانی CMAS در کازان روسیه، مدال طلای شیرجه آزاد استاتیک (STA) را با زمان ۶ دقیقه ۲۳ ثانیه به دست آورد و سپس در تمام رشته‌ها مدال کسب کرد، از جمله نقره در دینامیک بدون باله (dnf) و برنز در دینامیک با مونوفین (DYN). در همان سال، زکینی از طناب راهنما برای رسیدن به عمق -۸۱ متر (-۲۶۶ فوت) بدون استفاده از بالاست یا باله پا استفاده کرد و در نتیجه رکورد جهانی جدیدی را در رشته غوطه وری آزاد که توسط CMAS شناخته شده‌است، ثبت کرد. در مسابقات قهرمانی عمق ایتالیا که در ایسکیا برگزار شد، او اولین رکورد جهانی CMAS خود را در وزن ثابت با مونوفین (CWT) با −۸۱ متر (−۲۶۶ فوت) به دست آورد.
در سال ۲۰۱۴، او در اولین مسابقه بین‌المللی AIDA خود شرکت نمود، و در مسابقات قهرمانی تیمی جهان در کالیاری شرکت کرد و سه مدال نقره در آپنه پویا با مونوفین با ۲۲۳ متر (۷۳۲ فوت) به‌دست‌آورد. در آپنه استاتیک با زمان"۳۹ '۶ در وزن ثابت با عمق −۸۴ متر (−۲۷۶ فوت) و دو رکورد ایتالیایی. در مسابقات قهرمانی اروپای CMAS که در تنریف برگزار شد به نام خود ثبت کرد، او مدال نقره آپنه پویا با مونوفین (DYN) را با ۲۱۸ متر (۷۱۵ فوت) کسب کرد. و مقام سوم مسابقات آپنه استاتیک با زمان ۶ دقیقه ۸ ثانیه به دست آورد. در طول مسابقات قهرمانی عمق ایتالیا در ایسکیا، او دومین رکورد جهانی CMAS خود را در وزن ثابت با مونوفین (CWT) با −۸۶ متر (−۲۸۲ فوت) به دست آورد.
زچینی در سال ۲۰۱۵، در مسابقات جهانی (CMAS Indoor) در مول هاوس شرکت کرد و به همراه هم تیمی خود ایلاریا بونین، پنج مدال طلا و نقره کسب کردند. او در مسابقات دینامیک بدون باله (DNF) با ۱۶۵ متر (۵۴۱ فوت) پیروز مسابقه شد، همچنین رکورد جهانی CMAS را ثبت کرد. در همان مسابقه، او دو مدال نقره (DYN) با ۲۳۴ متر (۷۶۸ فوت) و STA با زمان ۶ دقیقه و ۳۵ ثانیه کسب نمود. در طول مسابقات قهرمانی جهان در فضای باز در ایسکیا، که توسط فدراسیون ماهیگیری ورزشی و فعالیت‌های زیر آب ایتالیا برگزار شد، او سه مدال طلا با رکوردهای نسبی جهانی کسب کرد: در وزن ثابت با مونوفین (CWT) با −۹۳ متر (−۳۰۵ فوت)، در وزن ثابت بدون ابزار (CNF) با −۵۸ متر (−۱۹۰ فوت) و به رنگ آبی پرش (JB) با ۱۹۰ متر (۶۲۰ فوت). بار دیگر، در ژوئن ۲۰۱۶ در لینیانو سابیادورو، در طول مسابقات جهانی داخل سالن CMAS: سه مدال طلا و سه رکورد جهانی CMAS با ۱۷۱ متر (۵۶۱ فوت) در دینامیک بدون باله، ۲۰۴ متر (۶۶۹ فوت) در دینامیک با باله (DYNBP) و ۲۵۰ متر (۸۲۰ فوت) در دینامیک با مونوفین (DYN) به‌دست‌آورد.

### رکورد جهانی
در سال ۲۰۱۷، تمرین‌های خود را در فضای باز با مربی بین‌المللی و غواص ایمنی استفان کینان آغاز کرد و با −۱۰۴ متر (−۳۴۱ فوت) رکورد جهانی AIDA را شکست. مسابقه عمق عمودی آبی در ۱۰ می در لانگ آیلند در باهاما برگزار شد. او در آخرین روزهای مسابقه، رکورد ناتالیا مولچانوا در وزن ثابت (CWT) −۱۰۱ متر (−۳۳۱ فوت) را شکست. (این رکورد به مدت شش سال پابرجا مانده بود)، وی پس از سه بار تلاش به نتیجه رسیدو در ۶ مه، زچینی اولین کسی بود که پایین رفت و تگ مخصوص را که در عمق −۱۰۲ متر (−۳۳۵ فوت) بود را برداشته و به بالا آورد؛ شکستن رکورد جهانی او چهار روز بعد، به‌وسیلهٔ هاناکو هیروس شکسته و به −۱۰۳ متر (−۳۳۸ فوت) کاهش یافت اما چند دقیقه بعد از آن او تگ را از عمق −۱۰۴ متر (−۳۴۱ فوت) جدا کرد و بالا آمد و رکورد جهانی جدیدی را بنام خود ثبت کرد.

### مرگ استفن کینان هنگام نجات زچینی
استفن کینان در ژوئیه ۲۰۱۷ در حین غواصی تفریحی در قوس سوراخ آبی (به انگلیسی: The Arch of Blue Hole) با آلسیا هنگام نجات او درگذشت. هرچند این غواصی به عنوان شیرجه در نظر گرفته نمی‌شد، اما مجموع اشتباهات و مشکلات در طول تلاش منجر به فاجعه شد اما کسی مقصر شناخته نشد. غواص ایمنی لیلی کرسپی، که در آن روز در حال انجام وظیفه بود، بعداً خلاصه‌ای از وقایع را ارائه داد. گزارش رسمی AIDA بیان کرد که اقدامات احتیاطی منطقی انجام شده بوده‌است. با این حال، اشاره کرد که هیچ پزشک متخصص، تجهیزات پزشکی کافی، هیچ قایق ایمنی، و هیچ آمبولانسی در محل غواصی در حالت آماده باش وجود نداشته‌است. زچینی در آب‌های آزاد بی‌تجربه بود، با حفره آبی آشنا نبود و می‌خواست بدون باله عبور کند. کینان موافقت کرده بود برای اطمینان از امنیت او، او را در عمق −۵۰ متر (−۱۶۰ فوت) ملاقات کند، اگرچه حد استاندارد برای غواصان ایمنی −۳۰ متر (−۹۸ فوت) است.
در سال ۲۰۱۷ او همچنین در مسابقات قهرمانی داخل سالن اروپا CMAS در استخر شنای کالیاری شرکت کرد که در آن سه مدال از سه مسابقه (مقام اول در DYN، دوم در DNF و دوم در DYNBP) به دست آورد. در اوت همان سال، او در مسابقات قهرمانی جهانی AIDA در رواتان شرکت کرد و در آنجا قهرمان جهان در غوطه وری آزاد شد و رکورد جدید ایتالیا را در −۸۸ متر (−۲۸۹ فوت) ثبت کرد. و نایب قهرمان جهان در وزن ثابت با مونوفین با −۹۸ متر (−۳۲۲ فوت) شد. رد صلاحیت او را از مدال نقره در وزن ثابت بدون باله محروم کرد. در ماه اکتبر، در مسابقات قهرمانی اروپا CMAS در کاش، ترکیه، دو مدال نقره در CWT و CNF با −۹۳ متر (−۳۰۵ فوت) به دست آورد. و با −۶۳ متر (−۲۰۷ فوت)، یک رکورد جدید برای ایتالیا ثبت نمود. همچنین در همان سال در جریان مسابقات دانگونکاپ در میلازو سیسیل، او با ۱۸۱ متر (۵۹۴ فوت) رکورد جهانی آپنه پویا بدون باله را به دست آورد. .
زکینی سپس تحت هدایت مارتین زاژاک تا پایان فصل رقابت‌های ۲۰۱۸ قرار گرفت. در سال ۲۰۱۸، زچینی رکورد جدید جهانی AIDA در وزن ثابت (CWT) را در ۱۰ می در سن آندرس در کلمبیا در مسابقات غواصی آزاد نیروانا Oceanquest را به دست آورد. یک ماه بعد، در مسابقات جهانی داخل سالن در لینیانو سابیادورو، ایتالیا، او دو مدال نقره در DYN و DNF و یک مدال طلا در رشته بافین به دست آورد و با ۲۲۱ متر (۷۲۵ فوت) رکورد جدید جهانی را به نام خود ثبت کرد. در ماه ژوئیه، در لانگ آیلند، در مسابقات معتبر Vertical Blue، او با پیروزی در مجموع و ثبت چهار رکورد جهانی AIDA در تمام رشته‌های عمق، جایگاه خود را به عنوان قوی‌ترین غواص آزاد تأیید کرد: - وزن ثابت بدون باله با −۷۳ متر (−۲۴۰ فوت). ، غوطه وری آزاد با −۹۳ متر (−۳۰۵ فوت) و سپس −۹۶ متر (−۳۱۵ فوت) و وزن ثابت با مونوفین با −۱۰۷ متر (−۳۵۱ فوت) نتیجه کارش بود. در سپتامبر همان سال، او در Dugoncup Outdoor در Milazzo شرکت کرد و دو رکورد جهانی دیگر را در CWT (−۱۰۱ متر (−۳۳۱ فوت) ثبت کرد) و در FIM (−۸۹ متر (−۲۹۲ فوت)) اما این بار تحت حمایت CMAS قرار داشت، قبل از پرواز به اولین دوره جایزه بزرگ مولچانوا به یاد ناتالیا مولچانوا و برنده شدن در رقابت مربوط. او در مسابقات قهرمانی جهان در فضای باز CMAS با کسب سه طلا در سه مسابقه برگزار شده CWT, CNF و FIM شرکت کرد و چهار رکورد جهانی CMAS را به نام خود ثبت کرد و و رکورد را در وزن ثابت با CMAS و AIDA به عمق −۱۰۷ متر (−۳۵۱ فوت) رساند.
در آوریل ۲۰۱۹، در جریان مسابقات Dungoncup در Milazzo، او دوباره با ۱۹۳ متر (۶۳۳ فوت) رکورد جهانی در شیرجه آزاد پویا بدون باله را به نام خود ثبت کرد. و در ژوئن ۲۰۱۹ به همراه تیم ملی ایتالیا در مسابقات قهرمانی داخل سالن اروپا CMAS در استانبول شرکت کرد و دو مدال طلا با رکوردهای نسبی جهانی ۲۲۸ متر (۷۴۸ فوت) کسب نمود. در دینامیک با باله و ۲۵۳ متر (۸۳۰ فوت) با مونوفین و مدال نقره در پویایی بدون باله نتیجه کارش بود. در ۷ اوت ۲۰۱۹، در طول مسابقات قهرمانی جهان در فضای باز CMAS در رواتان، هندوراس، در عمق −۱۱۳ متر (−۳۷۱ فوت) رکورد جدید جهانی در شیرجه آزاد با وزن ثابت با مونوفین را همزمان با آلنکا آرتنیک اسلوونیایی به نام خود ثبت کرد. وی در این رویداد موفق به کسب سه مدال طلا در CWT, CNF و FIM شد و چهار رکورد جهانی را در طول مسابقات و مسابقات پیش از آن یعنی جام کارائیب ۲۰۱۹ به نام خود ثبت کرد.
در جریان رویداد Nirvana Oceanquest 2019 در کوراسائو، او دو رکورد جهانی را در رشته غوطه وری آزاد تحت حمایت AIDA با −۹۸ متر (−۳۲۲ فوت) ثبت کرد. در ۱۶ اکتبر ۲۰۱۹ دو روز بعد، با −۱۰۰ متر (−۳۳۰ فوت) تأیید شده توسط CMAS، او اولین زنی بود که این عمق را تنها با استفاده از بازوهای خود لمس کرد.
در ژوئیه ۲۰۲۱، زچینی در مسابقه آبی عمودی در لانگ آیلند، باهاما شرکت کرد و سه رکورد جهانی CMAS را به نام خود ثبت کرد: −۱۱۵ متر (−۳۷۷ فوت) CWT، −۷۴ متر (−۲۴۳ فوت) CNF، و −۱۰۱ متر (−۳۳۱ فوت) FIM او دوباره برنده کلی مسابقات شد.
در ماه اکتبر در مسابقات قهرمانی جهان در فضای باز CMAS ۲۰۲۱ در کاش ترکیه شرکت کرد و یک مدال طلا در CNF و یک مدال نقره در CWTB کسب نمود. در طول مسابقات WC غواصی آزاد CMAS TSSF Kaş Baska (مسابقه قبل از مسابقات قهرمانی جهان)، او در اولین مسابقه خود در CWTB با عمق −۱۰۵ متر (−۳۴۴ فوت) رکورد جهانی جدید را ثبت کرد، ۱۰ متر (۳۳ فوت) بیشتر از رکورد قبلی.
در اکتبر ۲۰۲۲، در مسابقات قهرمانی جهان در فضای باز CMAS 2021 در کاش، او در CWT با −۱۰۹ متر (−۳۵۸ فوت) مدال نقره گرفت.
در ۲۷ مارس ۲۰۲۳، در طول مسابقه Secretblue در Moalboal، فیلیپین، او رکورد جهانی جدیدی را در CWTB با −۱۰۷ متر (−۳۵۱ فوت) ثبت کرد. پس از دو روز، رکورد خودش را عمیق‌تر کرد و با −۱۰۹ متر (−۳۵۸ فوت) در سه دقیقه و ۳۶ ثانیه یک رکورد جهانی جدید ثبت کرد.
در ۲۴ مه او دوباره به عمیق‌ترین زن جهان تبدیل شد و در وزن ثابت WR را با مونوفین تا ۱۲۳- متر در طی مسابقه AIDA Oceanquest در جزیره Camotes، فیلیپین تعیین کرد.

## افتخارات
سیارک 300124 Alessiazecchini که توسط ستاره‌شناس آماتور ایتالیایی سیلوانو کاولی در سال ۲۰۰۶ کشف شد، به افتخار او نامگذاری شد. citation رسمی توسط گروه کاری IAU برای نامگذاری اجسام کوچک در ۲۱ مارس ۲۰۲۲ منتشر شد.

## شفاف سازی واژه‌های تخصصی
- STA = آپنه استاتیک - نگه داشتن نفس تا زمانی که ممکن است.
- DYN = آپنه پویا با مونوفین - غواصی تا حد امکان با استفاده از مونوفین.
- DYNB = آپنه پویا با باله - غواصی تا حد امکان با استفاده از باله.
- DNF = آپنه پویا بدون باله - تا جایی که ممکن است بدون باله غواصی کنید.
- CWT = وزن ثابت با مونوفین - غواصی تا حد امکان با استفاده از مونوفین.
- CWTB = وزن ثابت با باله - غواصی در عمق ممکن با استفاده از باله.
- CNF = وزن ثابت بدون باله - غواصی تا حد امکان بدون باله.
- FIM = غوطه وری آزاد - غواصی تا حد امکان با پایین و بالا کشیدن طناب.